# جون‌مود
جون‌مود (به زبان مغولی: Зуунмод، [Zuunmod]؛ ᠵᠠᠭᠤᠨ ᠮᠣᠳᠤ، [jaɣun modu]) شهر، شهرستان، و مرکز اداری استان توف در کشور مغولستان است که در سال ۱۹۹۷ میلادی دارای ۹٬۸۰۰ نفر جمعیت بوده و 
در سال ۲۰۰۸ با رشدی معادل +۱٫۶% (۴٬۷۶۸ نفر)، تعداد سکنه‌های آن به ۱۴٬۵۶۸ رسیده‌است.

## تقسیمات اداری
شهرستان جون‌مود متشکل از ۶ قصبه (باغ) می‌باشد، شامل:
- بارون‌جون‌مود (مغولی: Баруун зуунмод баг، [Baruun zuunmod bag]؛ ᠪᠠᠷᠠᠭᠤᠨ ᠵᠠᠭᠤᠨᠮᠣᠳᠤ ᠪᠠᠭ، [baraɣun jaɣunmodu baɣ])
- بایان‌خوشو (مغولی: Баян хошуу баг، [Bajan xošuu bag]؛ ᠪᠠᠶ᠋ᠠᠨ ᠬᠣᠰᠢᠭᠤ ᠪᠠᠭ، [bayan qošiɣu baɣ])
- جون‌دِلگِر (مغولی: Зүүндэлгэр баг، [Züündelger bag]؛ ᠵᠡᠭᠦᠨ ᠳᠡᠯᠭᠡᠷ ᠪᠠᠭ، [jegün delger baɣ])
- لانس (مغولی: Ланс баг، [Lans bag]؛ ᠯᠠᠩᠰᠠ ᠪᠠᠭ، [laŋsa baɣ])
- ناچاغدورج (مغولی: Нацагдорж баг، [Nacagdorž bag]؛ ᠨᠠᠴᠤᠭᠳᠣᠷᠵᠢ ᠪᠠᠭ، [načuɣdorji baɣ])
- نومت (مغولی: Номт баг، [Nomt bag]؛ ᠨᠣᠮᠲᠤ ᠪᠠᠭ، [nomtu baɣ])